# Filmstaden Söder
Filmstaden Söder är en biograf i Söderhallarna vid Medborgarplatsen på Södermalm i Stockholm. 
Biografen öppnades i december 1991. Söderhallarna öppnade 1992. Ägaren var Sandrews och biografen hette då "Biopalatset". Salongerna och foajén ligger under Söderhallarna. Sedan 2007 drivs biografen av Filmstaden. Anläggningen bytte efter en rejäl ansiktslyftning namnet till "Filmstaden Söder", samtidigt som man stängde det 6-salongers komplex som hetat "Filmstaden Söder" och legat på norra sidan om Söderhallarna. "Filmstaden Söder" har tio salonger med totalt 1 108 sittplatser.

## Bilder

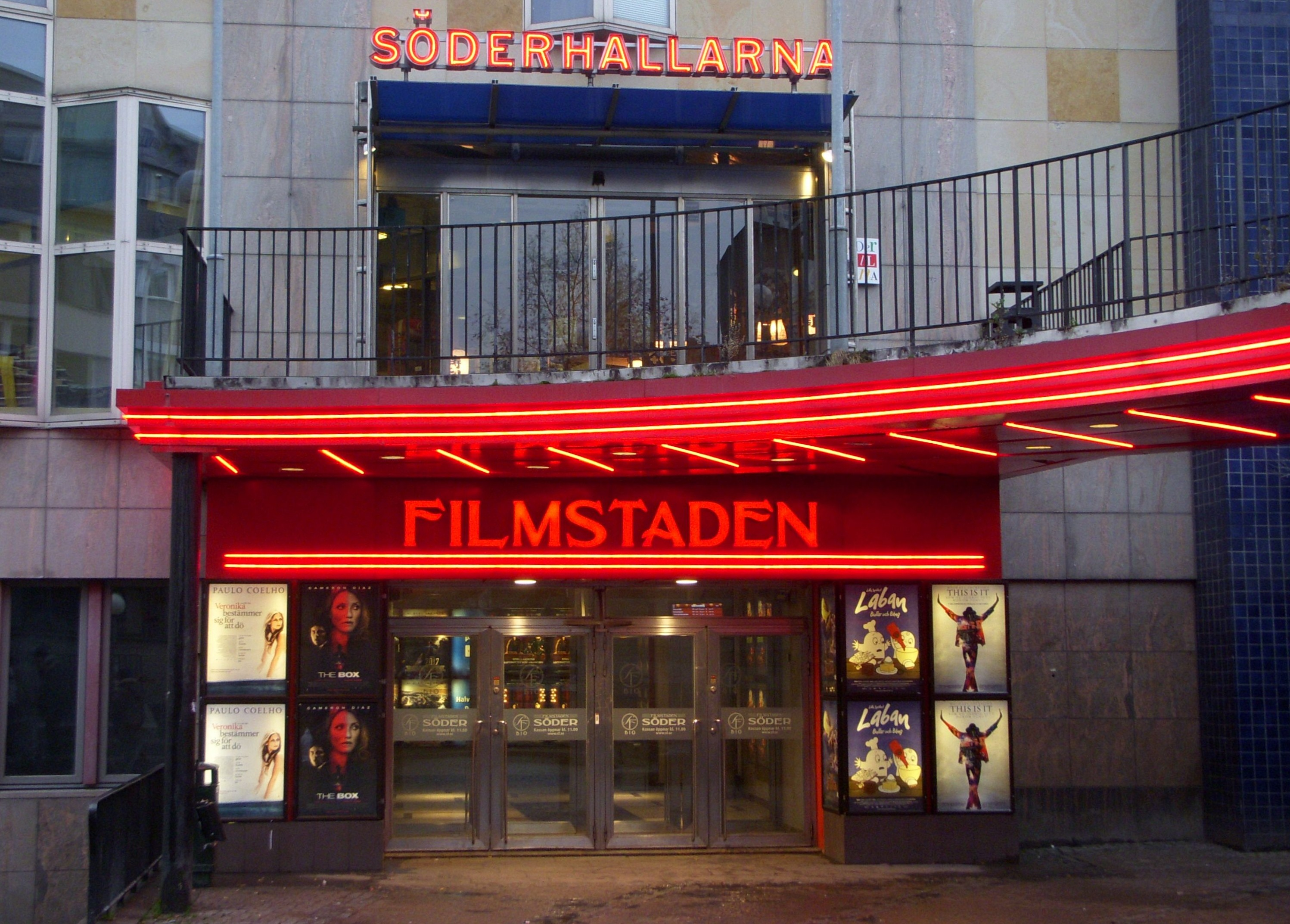
Entré från Folkkungatrappan, bommad sedan 2016 numer endast nödutgång
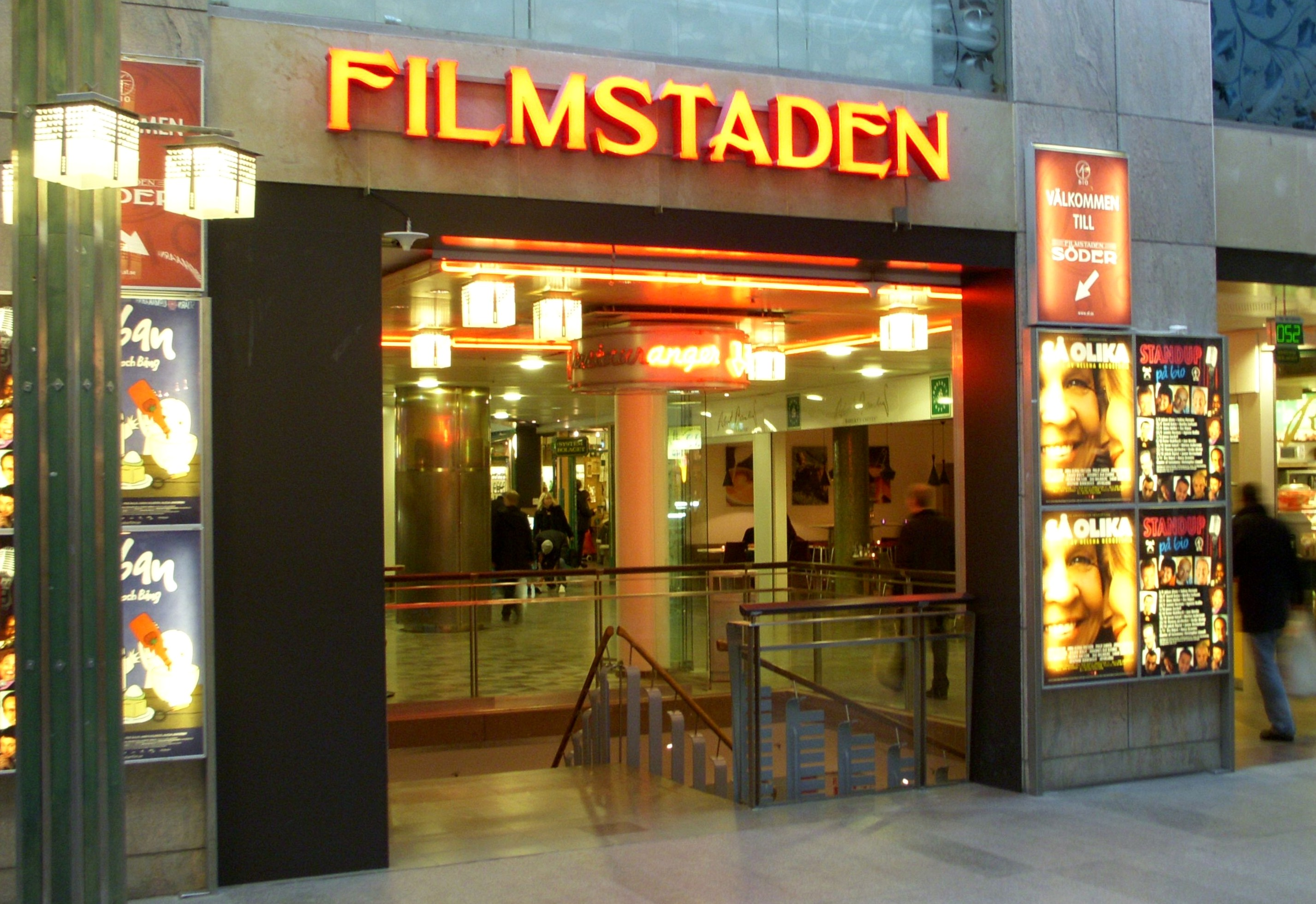
Entré från Söderhallarna, omrenoverad sedan 2012
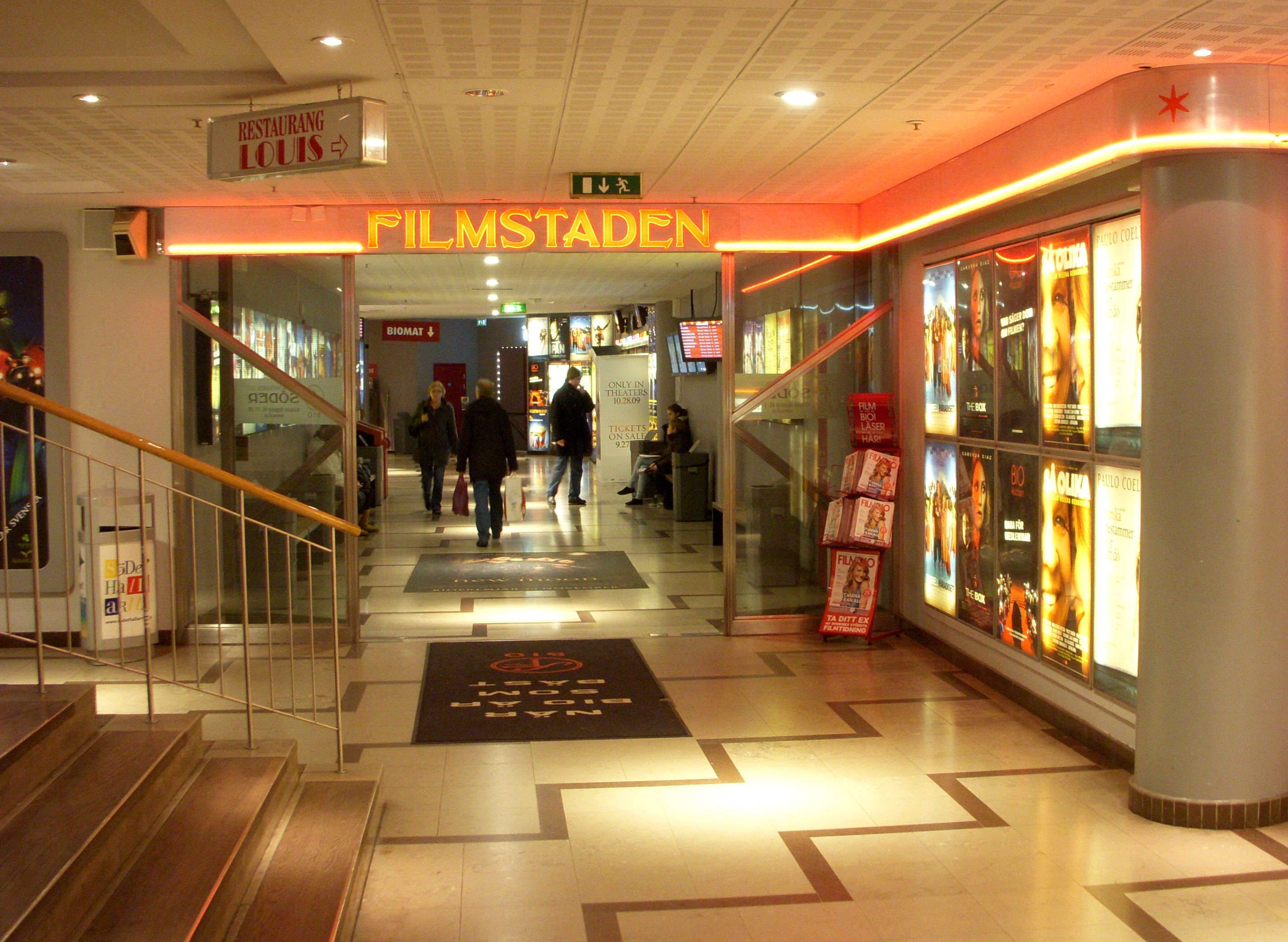
Yttre foajé, trappan bortmonterad sedan 2012
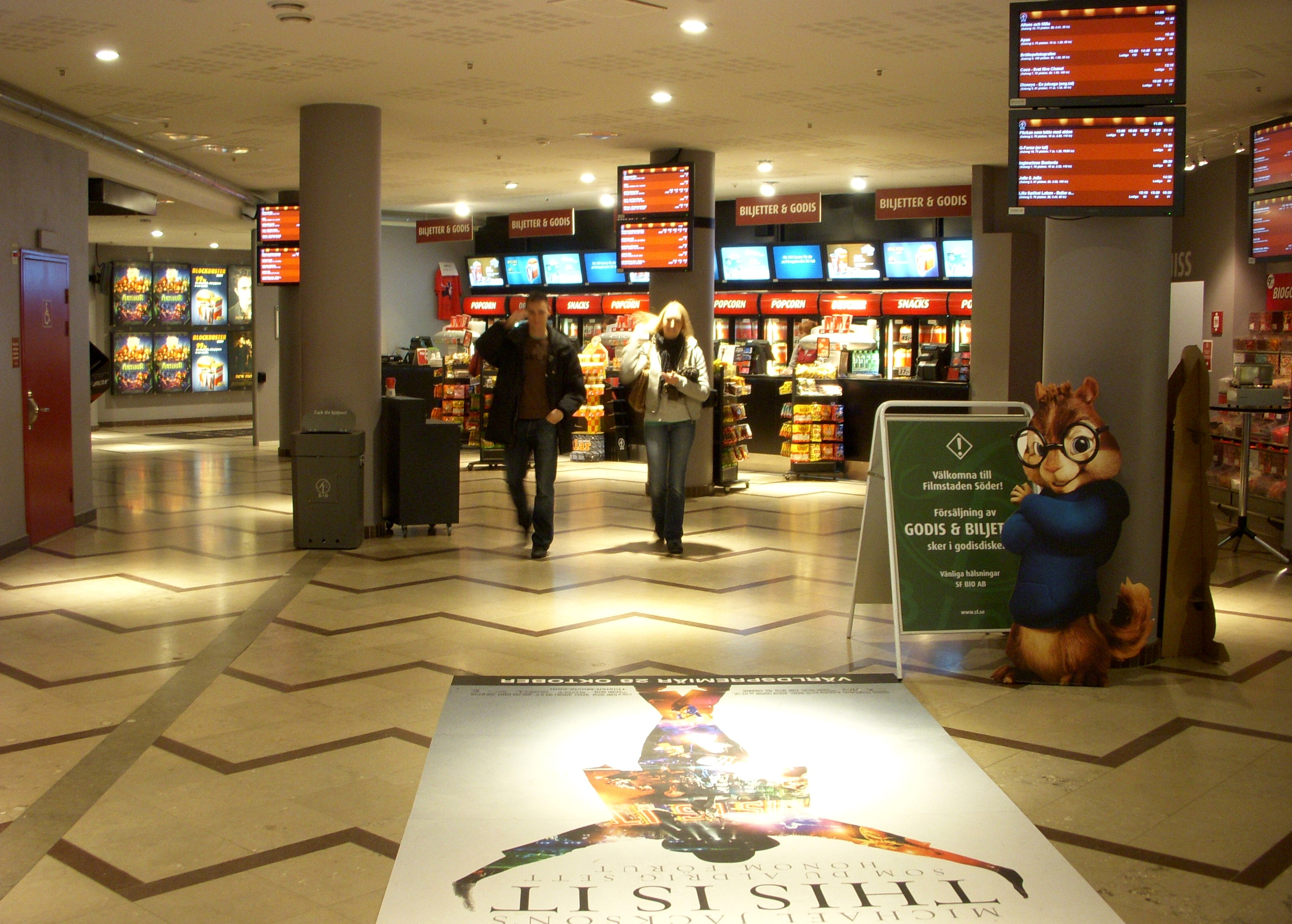
Inre foajé och godiskassan, bortre passage blockad för nödutgång